# Tiro ai Giochi della V Olimpiade - Carabina piccola individuale
La competizione della carabina piccola individuale  di tiro a segno ai Giochi della V Olimpiade si tenne il 4 luglio 1912 a Kaknäs, Djurgården, Stoccolma. 

## Risultati
40 colpi con bersaglio a 50 metri.
| Pos.    | Atleta                  | Nazione     | Punti |
| ------- | ----------------------- | ----------- | ----- |
| Oro     | Fred Hird               | Stati Uniti | 194   |
| Argento | William Milne           | Regno Unito | 193   |
| Bronzo  | Harry Burt              | Regno Unito | 192   |
| 4       | Edward Lessimore        | Regno Unito | 192   |
| 5       | Francis Kemp            | Regno Unito | 190   |
| 6       | Bob Murray              | Regno Unito | 190   |
| 7       | Bill Leushner           | Stati Uniti | 189   |
| 8       | Erik Boström            | Svezia      | 189   |
| 9       | Hübner von Holst        | Svezia      | 189   |
| 10      | William Pimm            | Regno Unito | 189   |
| 11      | Axel Wahlstedt          | Svezia      | 187   |
| 12      | Warren Sprout           | Stati Uniti | 187   |
| 13      | Carl Osburn             | Stati Uniti | 187   |
| 14      | Joseph Pepe             | Regno Unito | 187   |
| 15      | Fredrik Nyström         | Svezia      | 187   |
| 16      | Arthur Nordenswan       | Svezia      | 186   |
| 17      | Eric Carlberg           | Svezia      | 186   |
| 18      | Neil McDonnell          | Stati Uniti | 186   |
| 19      | Ruben Örtegren          | Svezia      | 186   |
| 20      | Ernst Johansson         | Svezia      | 185   |
| 21      | Vilhelm Carlberg        | Svezia      | 185   |
| 22      | Robert Löfman           | Svezia      | 185   |
| 23      | Ed Anderson             | Stati Uniti | 185   |
| 24      | David Griffiths         | Regno Unito | 184   |
| 25      | Nikolaos Levidis        | Grecia      | 181   |
| 26      | Frants Nielsen          | Danimarca   | 180   |
| 27      | William Styles          | Regno Unito | 179   |
| 28      | Erik Odelberg           | Svezia      | 179   |
| 29      | László Hauler           | Ungheria    | 178   |
| 30      | Arne Sunde              | Norvegia    | 176   |
| 31      | Sándor Török de Szendrő | Ungheria    | 174   |
| 32      | Iōannīs Theofilakīs     | Grecia      | 173   |
| 33      | Aleksandr Dobrzhansky   | Russia      | 172   |
| 34      | Frangiskos Mavrommatis  | Grecia      | 172   |
| 35      | Johs Jordell            | Norvegia    | 172   |
| 36      | Vladimir Potekin        | Russia      | 170   |
| 37      | Iakovos Theofilas       | Grecia      | 167   |
| 38      | Povl Gerlow             | Danimarca   | 167   |
| 39      | Gideon Ericsson         | Svezia      | 157   |
| 40      | Ragnvald Maseng         | Norvegia    | 156   |
| 41      | André Regaud            | Francia     | 125   |